# Toyota Dyna
Le Toyota Dyna est un camion de poids moyen à usage commercial produit par Toyota. Sur le marché japonais, le Dyna est vendu aux côtés de son jumeau appelé Toyoace. Le Toyoace était un renommage du Toyopet SKB Truck à la suite d'une compétition publique de 1956 avec 200 000 entrées. "Dyna" est l'abréviation de dynamique. 
Le Dyna était à l'origine disponible au Japon uniquement dans les magasins Toyota Diesel Store, puis plus tard dans les magasins Toyota Store, tandis que son jumeau le Toyoace était disponible dans les magasins Toyopet Store . Le Dyna était également vendu sous le nom de Daihatsu Delta et Hino Dutro. 
Au Japon, ses concurrents traditionnels sont l'Isuzu Elf, le Mitsubishi Fuso Canter et le Nissan Atlas. 
L'ancien fabricant d'automobiles Central Motors a produit le Dyna Route Van d'avril 1957 à juin 1967. 